# Tilia oliveri
Espèce
Classification phylogénétique
Synonymes
- Tilia oliveri var. oliveri[2]
- Tilia pendula V. Engl. ex C.K. Schneid.[2]

Statut de conservation UICN

 LC  : Préoccupation mineure
Tilia oliveri est une espèce d'arbre de taille moyenne originaire du centre de la Chine et appartenant à la famille des Tiliaceae.

## Description
Cette espèce produit des arbres dont la taille atteint rarement plus de 15 m de haut et ayant souvent une couronne ronde à feuillage retombant.
Ses feuilles sont caduques, simples, ovales à orbiculaires-ovales et ont de 8-10 cm de longueur et sont finement dentées. Elles ont un aspect mat, sont de couleur vert tendre et ont un revers gris argenté.
Ses fleurs hermaphrodites sont groupées par deux à quatre, produisent après leur fertilisation des fruits globuleux, de plus ou moins 1 cm de diamètre, couverts de poils gris-vert.

### Liste des variétés
Selon BioLib (19 mai 2020) :
- variété Tilia oliveri var. cinerascens Rehder & E. H. Wilson
- variété Tilia oliveri var. oliveri

## Culture
Il aime les sols riches et humides et craint la sécheresse. Il préfère une exposition ensoleillée à mi-ombragée.
Il a été introduit en Grande-Bretagne en 1900 par Ernest Wilson.
C'est un arbre qui est souvent attaqué par les pucerons mais résiste bien à l'Armillaire couleur de miel.

## Utilisations
Il est apprécié dans les parcs pour la beauté de son feuillage et le parfum que dégagent ses fleurs. Les apiculteurs reconnaissent ses qualités mellifères tandis que ses fleurs et ses bractées séchées sont utilisées en herboristerie.